# Спальный мешок

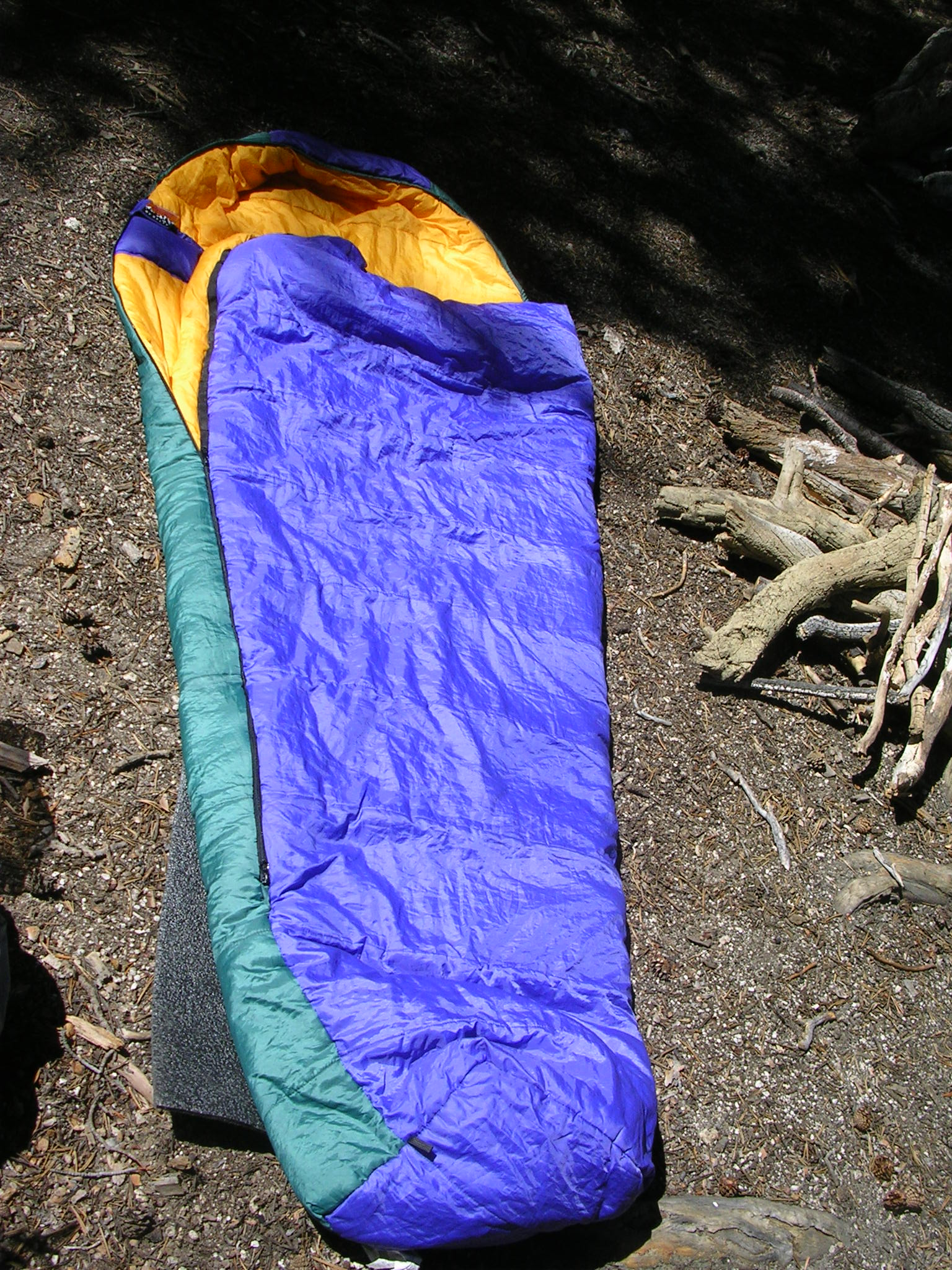
Синтетический спальный мешок в форме кокона

Спа́льный мешо́к (спа̀льник) — предмет походного быта, предназначенный для отдыха и сна.
Конструкция спального мешка обеспечивает лучшую изоляцию от холода, чем обычное одеяло, а также дополнительную амортизацию. Для лучшей теплоизоляции и амортизации обычно укладывается на коврик.
Используется туристами, альпинистами, спелеологами, военными и другими живущими в походных условиях людьми.

## История
Как такового одного изобретателя у спального мешка нет. К его созданию приложили руку несколько людей.
Первые пуховые или шерстяные спальные мешки «изобрели» естествоиспытатели и альпинисты. Они же совершенствовали их для своих нужд. Первый спальный мешок, в современном понимании, испытал в 1861 году Френсис Фокс Такетт. Он был из верблюжьей шерсти, с применением прорезиненной ткани Чарльза Макинтоша (изобретена в 1823 году) в качестве верхнего покрытия.
Пуховой спальный мешок впервые испытали Альфред Маммери (Alfred Mummery) и его команда в 1892 году.
С 1890 года норвежская компания Ajungilak начала массовое производство спальных мешков на основе капока (растительного пуха). Он использовался вплоть до наступления эры синтетических волокон и утеплителей.

## Конструкция

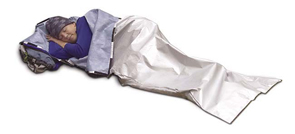
Спальник одеяло

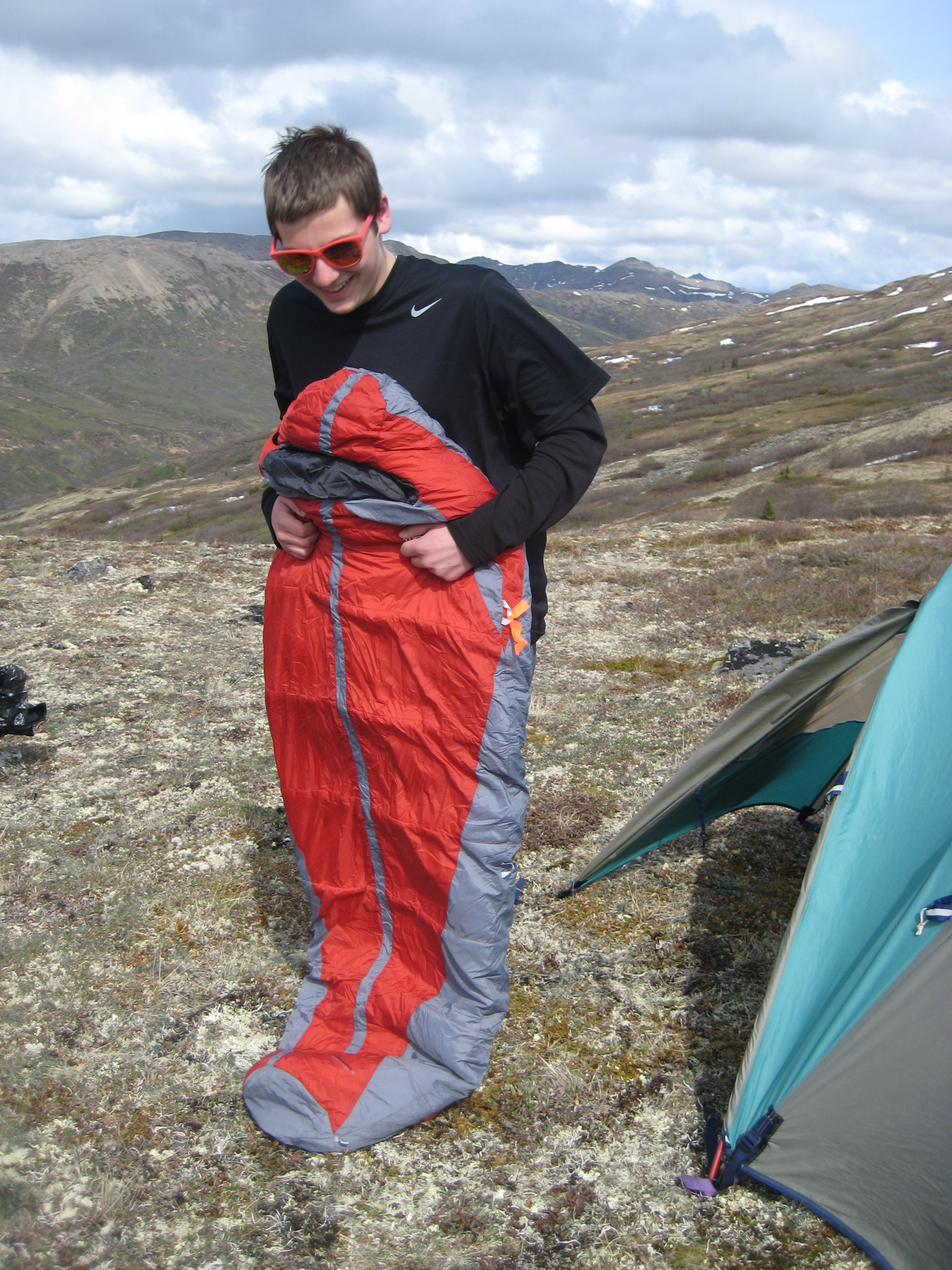
Спальник кокон

Наиболее распространены спальные мешки двух типов:
- одеяло — такой спальник имеет прямоугольную форму и застегивается по периметру с помощью молнии. Пригоден для отдыха в несложных походных условиях и при относительно мягкой летней или осенне-весенней погоде. Отличается повышенным комфортом за счет своих просторных размеров и того, что расстегнув его можно использовать как обычное одеяло.
- кокон — имеет анатомическую, суженную в ногах форму, а также утепляющий голову капюшон. Молния обычно не доходит до самой нижней части спальника. Такой спальный мешок лучше приспособлен для сложных походов, поскольку эффективнее согревает путешественника при низких температурах, а также легче и занимает меньше места по сравнению со спальником одеялом[1].

Менее распространенные виды конструкции:
- квилт (quilt) — спальный мешок, лишенный для облегчения своей нижней (находящейся под человеком) части. Пристегивается специальными крепежными элементами к туристическому коврику и используется только совместно с ним.
- нога — представляет собой половину спальника кокона, закрывающую лишь нижнюю часть тела до поясницы. Используется в комбинации с курткой-пуховиком. Применяется альпинистами и туристами-экстремалами в целях максимального снижения веса на восхождении.

## Наполнитель
Свойства спального мешка во многом зависят от примененного в нём теплоизолирующего наполнителя:
- пух водоплавающей птицы (гусей, уток) — такой спальный мешок лучше всего сохраняет тепло, имеет меньший вес по сравнению с синтетическим. Однако во влажных условиях пух активно впитывает влагу и сильно теряет свои теплоизолирующие способности[2]. Хорошо подходит для условий с пониженной влажностью: высокогорных восхождений, арктических экспедиций, зимних походов;
- синтетические наполнители — практически не впитывают влагу, быстро сохнут. Хорошо подходят для использования в дождливых, влажных районах. Синтетические спальники несколько тяжелее пуховых и менее долговечны, поскольку материал наполнителя со временем слеживается.

## Материал оболочки
В современных спальниках используются преимущественно синтетические ткани, обеспечивающие наименьший вес, высокую прочность и быстрое высыхание. Тем не менее, с спальных мешках ориентированных на комфортный отдых в качестве подкладки по-прежнему может использоваться хлопчатобумажная ткань или фланель.
В спальных мешках ориентированных на экстремальный туризм для изготовления внешней оболочки иногда применяются мембранные ткани. Они позволяют уменьшить намокание спальника от конденсата и инея (зимой) оседающего на стенках палатки.

## Детский спальный мешок использование

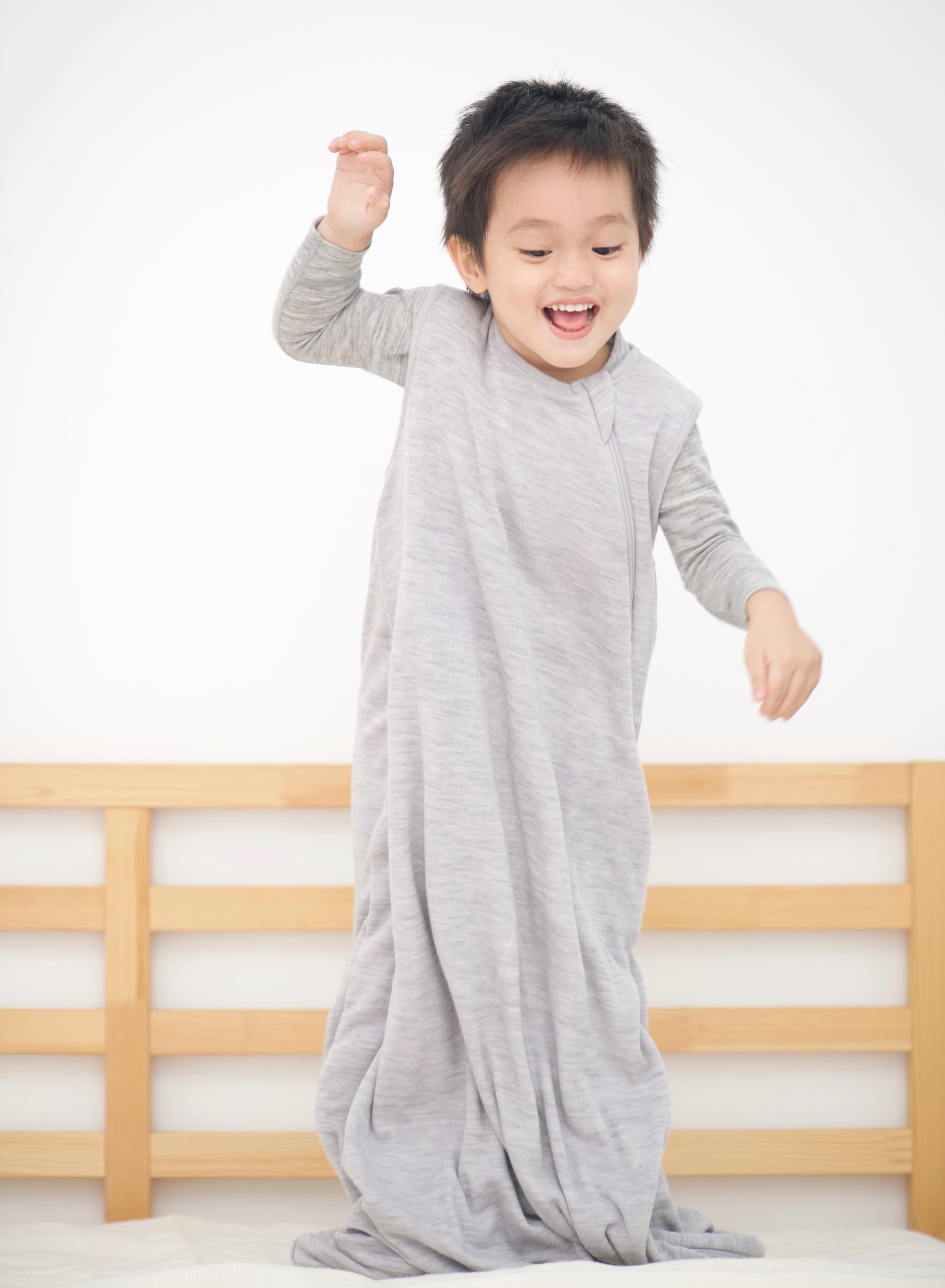
Спальный мешок для малышей из шерсти мериноса

Детские спальные мешки отличаются от обычных спальных мешков по дизайну и назначению, они предназначены в первую очередь для использования в помещении, а не на улице, и обычно имеют отверстия для рук или рукава.
На рынке есть в наличии зимние и летние детские спальные мешки. Также некоторые бренды производят всесезонные детские спальные мешки.

## Температурный режим[4]

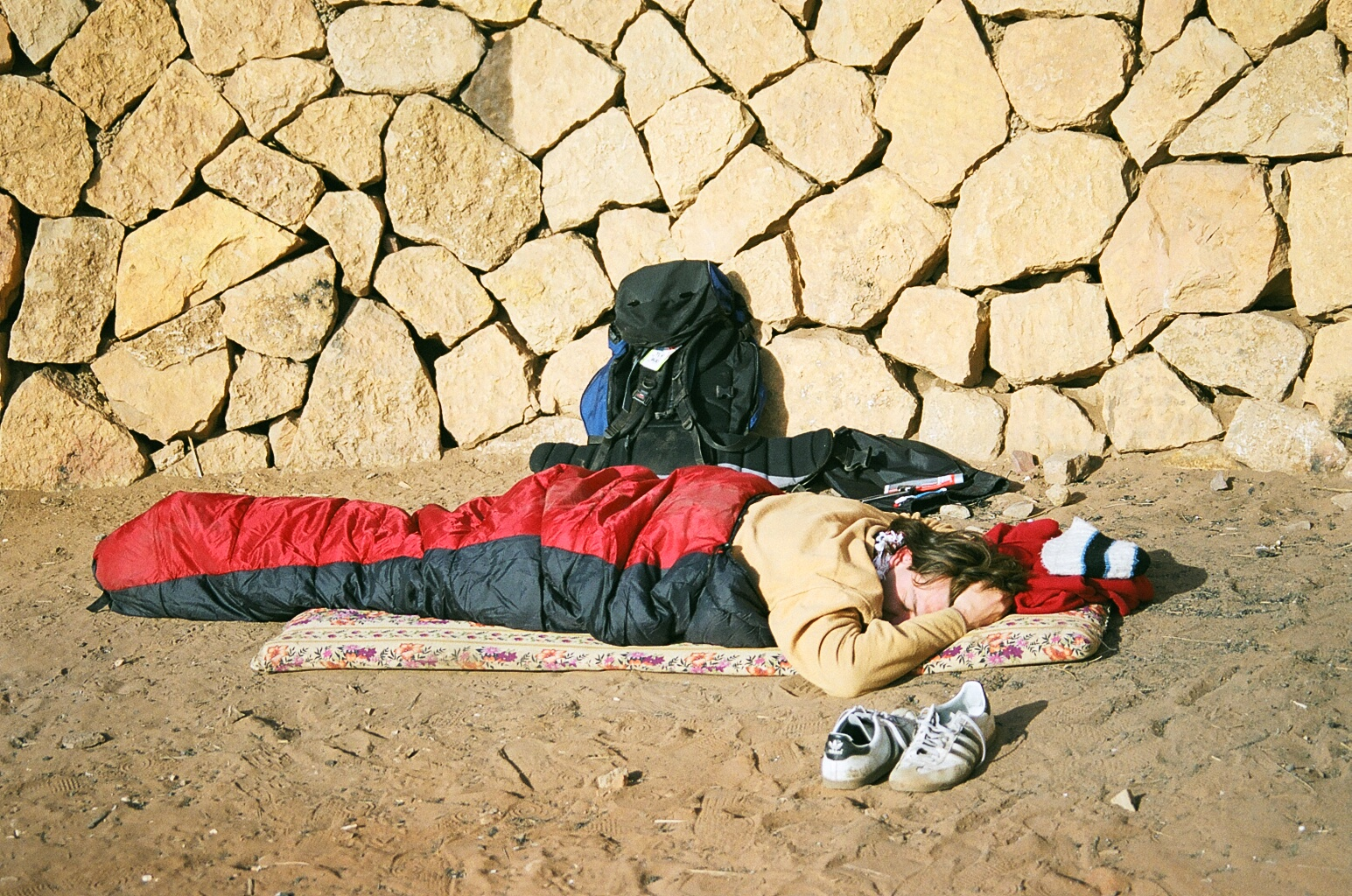
Турист отдыхающий в спальном мешке

В соответствии с EN 13537 существует 4 температурные характеристики:
- Max: верхняя граница комфортной температуры (необязательная характеристика);
- Comfort: нижняя граница комфортной температуры для средней женщины (25 лет, рост 160 см, вес 60 кг);
- Limit: нижняя граница комфортной температуры для среднего мужчины (25 лет, рост 173 см, вес 73 кг);
- Extreme: нижняя предельная температура, при которой обеспечено выживание средней женщины (6-часовой сон с частыми пробуждениями от холода, риск переохлаждения).

## Размеры
Согласно Европейскому стандарту EN 13537:2012 маркировка спальных мешков производится по внутренним размерам
- Внутренняя длина спальника — замер производится при вывернутом наизнанку спальнике, путём измерения расстояния между швами от пятки стопы до верхней части спальника, без применения какой-либо силы для увеличения размера спального мешка. Допускается погрешность указанного на этикетке размера в пределах ± 3 см
- Внутренняя ширина спальника — определяется при вывернутом наизнанку спальном мешке измерением размера окружности в самом широком месте, не растягивая материал, с последующим делением размера окружности на 2. Если максимальная ширина спальника находится не в области груди, это должно быть отмечено на этикетке. Погрешность ширины спальника ± 2 см.
- Ширина в области стопы — Ширина в области стопы внутри спальника должна указываться с точностью ± 2 см. Измеряется окружность на расстоянии (30 ± 1) см от шва пятки в сторону головы спальника. Окружность делится пополам, чтобы получить ширину спального мешка. В случае если спальный мешок имеет эластичные швы то, чтобы их расширить перед измерением, можно использовать пружинные весы.[5]